# John Blanke

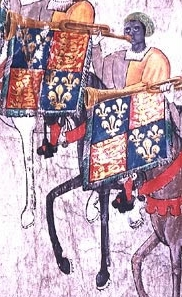
Schwarzer Trompeter auf der Westminster Tournament Roll, vermutlich John Blanke

John Blanke war ein englischer Trompeter des 16. Jahrhunderts afrikanischer Herkunft.
Über die Lebensumstände Blankes ist kaum etwas bekannt. Möglicherweise kam er 1501 im Gefolge der Katharina von Aragón nach England. Jedenfalls finden sich regelmäßige Zahlungen an ihn in den Aufzeichnungen des Schatzmeisters unter den Königen Heinrich VII. und Heinrich VIII. Auf der Westminster Tournament Roll, einer illustrierten Handschrift über das Turnier anlässlich der Geburt des Sohnes von Heinrich VIII. und Katharina von Aragon, Henry Tudor, sind sechs Trompeter zu sehen, darunter ein Schwarzer, bei dem es sich höchstwahrscheinlich um den „blackamoor“ Blanke handelt. Abweichend von den anderen Trompetern trägt er eine farbige Kopfbedeckung, was darauf hindeutet, dass ihm gewisse Zugeständnisse auf die Bewahrung der Kultur seines Herkunftslandes gemacht wurden. Er reiht sich ein in eine Anzahl schwarzer Musiker der Renaissancezeit in Europa, zu denen u. a. der Sklave Martino in Neapel (um 1470) und Abdul von Meknès, der im Dienste des Cosimo I. de’ Medici stand, gehörten.